# Polygonum filicaule
Polygonum filicaule Wall. ex Meisn. – gatunek rośliny z rodziny rdestowatych (Polygonaceae Juss.). Występuje naturalnie w północnych częściach Pakistanu i Indii, w Nepalu, Bhutanie oraz Chinach (w Tybecie). 

## Morfologia
PokrójRoślina jednoroczna dorastająca do 15–30 cm wysokości. Pędy są lekko owłosione.
LiścieUlistnienie jest naprzemianległe. Ich blaszka liściowa ma kształt od owalnego do lancetowatego. Mierzy 4–10 mm długości oraz 3–5 mm szerokości, o zaokrąglonej nasadzie i wierzchołku od ostrego do tępego. Gatka ma kubkowaty kształt i dorasta do 2–3 mm długości.
KwiatyZebrane w pęczki przypominające baldachogrona, rozwijają się na szczytach pędów. Mają 5 listków okwiatu o eliptycznie owalnym kształcie i białej barwie, mierzą 1 mm długości. Mają 3 wolnych pręciki i 5 prątniczków.
OwoceNiełupki o elipsoidalnym kształcie, osiągają 2–3 mm długości.

## Biologia i ekologia
Rośnie na wilgotnych terenach skalistych. Występuje na wysokości od 3000 do 5000 m n.p.m. Kwitnie od lipca do września.